# Dret de visita
El dret de visita, en dret internacional públic, és el dret que tenen els estats de visitar qualsevol vaixell comercial que navega a alta mar i del qual es tenen sospites fundades de què es dedica a la pirateria, al tràfic d'esclaus, a realitzar transmissions de ràdio o televisió no autoritzades, o que no disposa de nacionalitat. El dret de visita es va codificar a l'article 110 de la Convenció de les Nacions Unides sobre el Dret de la Mar de 1982. Respon a la protecció dels interessos comuns de la comunitat internacional i constitueix una limitació del dret de lliure navegació a alta mar.

## Procediment
El dret de visita s'ha d'exercir des d'un vaixell de guerra. Aquest ha d'enviar una llanxa, sota el comandament d'un oficial, a l'embarcació sospitosa. Si després d'examinar els documents persisteixen les sospites, es podrà seguir l'examen a bord del vaixell. Si finalment les sospites resulten infundades i el vaixell visitat no hagués comès cap irregularitat, l'embarcació ha de ser indemnitzada pel perjudici o dany causat.